# Jean d'Orléans (1965)
Pour les articles homonymes, voir Jean, prince d’Orléans.
Titres
Prétendant au trône de France
(succession orléaniste)
Depuis le 21 janvier 2019
(6 ans, 6 mois et 29 jours)
Héritier du trône de France
(succession orléaniste)
31 décembre 2017 – 21 janvier 2019
(1 an et 21 jours)
Jean d'Orléans, né le 19 mai 1965 à Boulogne-Billancourt, également appelé Jean de France. Depuis le décès de son frère aîné François d'Orléans, il est l'aîné de la maison d’Orléans et, à ce titre, prétendant orléaniste au trône de France sous le nom revendiqué de « Jean IV », depuis le décès de son père, Henri d’Orléans, comte de Paris et duc de France, le 21 janvier 2019.
Portant à son tour le titre de courtoisie de comte de Paris à la suite de son grand-père puis de son père, il descend de Louis XIII par son fils cadet Philippe de France, duc d'Orléans et frère de Louis XIV. Il descend également de Louis-Philippe Ier, roi des Français, par la branche cadette des descendants de Ferdinand-Philippe d'Orléans.

## Biographie

### Enfance et jeunesse
Jean-Carl Pierre Marie d'Orléans naît le 19 mai 1965 à Boulogne-Billancourt. Il est issu du mariage d'Henri d'Orléans et de Marie-Thérèse de Wurtemberg célébré le 5 juillet 1957 et constaté nul par l'Église catholique le 13 novembre 2008. Il est le deuxième fils de ce couple.
Du côté de son père, Jean d'Orléans descend de Louis XIII et de Philippe d’Orléans (1640-1701), appelé « Monsieur frère du roi » (Louis XIV), et de son fils Philippe II, régent et arrière-grand-père de Philippe d’Orléans (1747-1793), appelé « Philippe Égalité » pendant la Révolution. Il est aussi l'héritier de Louis-Philippe Ier, roi des Français pendant la monarchie de Juillet ; et par sa grand-mère paternelle, Isabelle d'Orléans-Bragance, il descend de Pierre II, empereur du Brésil.
Il est baptisé le 14 juin 1965 en la chapelle royale de Dreux. Il reçoit comme parrain, son oncle maternel, Carl de Wurtemberg, et comme marraine, sa tante paternelle, la princesse Chantal d'Orléans. Son grand-père, le prince Henri d'Orléans, comte de Paris, lui administre le « baptême à la béarnaise »[réf. nécessaire].

### Études et service militaire
Passé par le collège de Passy-Buzenval puis le lycée Saint-Joseph de Reims où il est interne, Jean d'Orléans poursuit son cursus universitaire à la Sorbonne où il obtient une maîtrise de philosophie en 1989 portant sur la notion de bien commun. En 1992, il obtient une maîtrise de droit à la faculté libre de droit, d'économie et de gestion et se spécialise dans les relations internationales. Il complète sa formation avec une maîtrise en administration des affaires (MBA) à Azusa Pacific University (APU) à Los Angeles en Californie, en 1994.

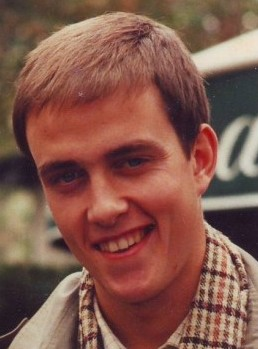
Jean d'Orléans dans les années 1980.

Conformément à la tradition de sa famille, le duc de Vendôme effectue son service national comme officier. Après quatre mois de classes à l’École de cavalerie de Saumur, il est affecté comme aspirant puis sous-lieutenant commandant un peloton de chars de combat AMX au 7e régiment de chasseurs à Arras. Le prince est colonel de réserve de l'Armée française depuis le 26 janvier 2015. En mai 2016, Jean d'Orléans devient parrain du 4e régiment de chasseurs de Gap,,. Ce régiment a été créé par son arrière-grand-oncle Louis de Bourbon-Condé (1709-1771), comte de Clermont.

### Carrière professionnelle
Une fois ses obligations militaires terminées, il entame sa vie professionnelle. Il travaille alors durant un an comme consultant dans l'industrie du pétrole et du gaz chez Lazard & Cie, puis pendant cinq ans comme consultant en finance chez Deloitte et, enfin, pendant quatre ans comme gestionnaire de projet dans le groupe Banques populaires.
Pour assurer son indépendance financière comme éventuel futur chef de famille, sa grand-mère paternelle, Isabelle d'Orléans et Bragance, comtesse de Paris, en fait son légataire universel. Il devient ainsi propriétaire d'une grande partie de la forêt du Nouvion-en-Thiérache, dont il est déjà gérant depuis la mort de son grand-père en 1999.

### Mariage et descendance

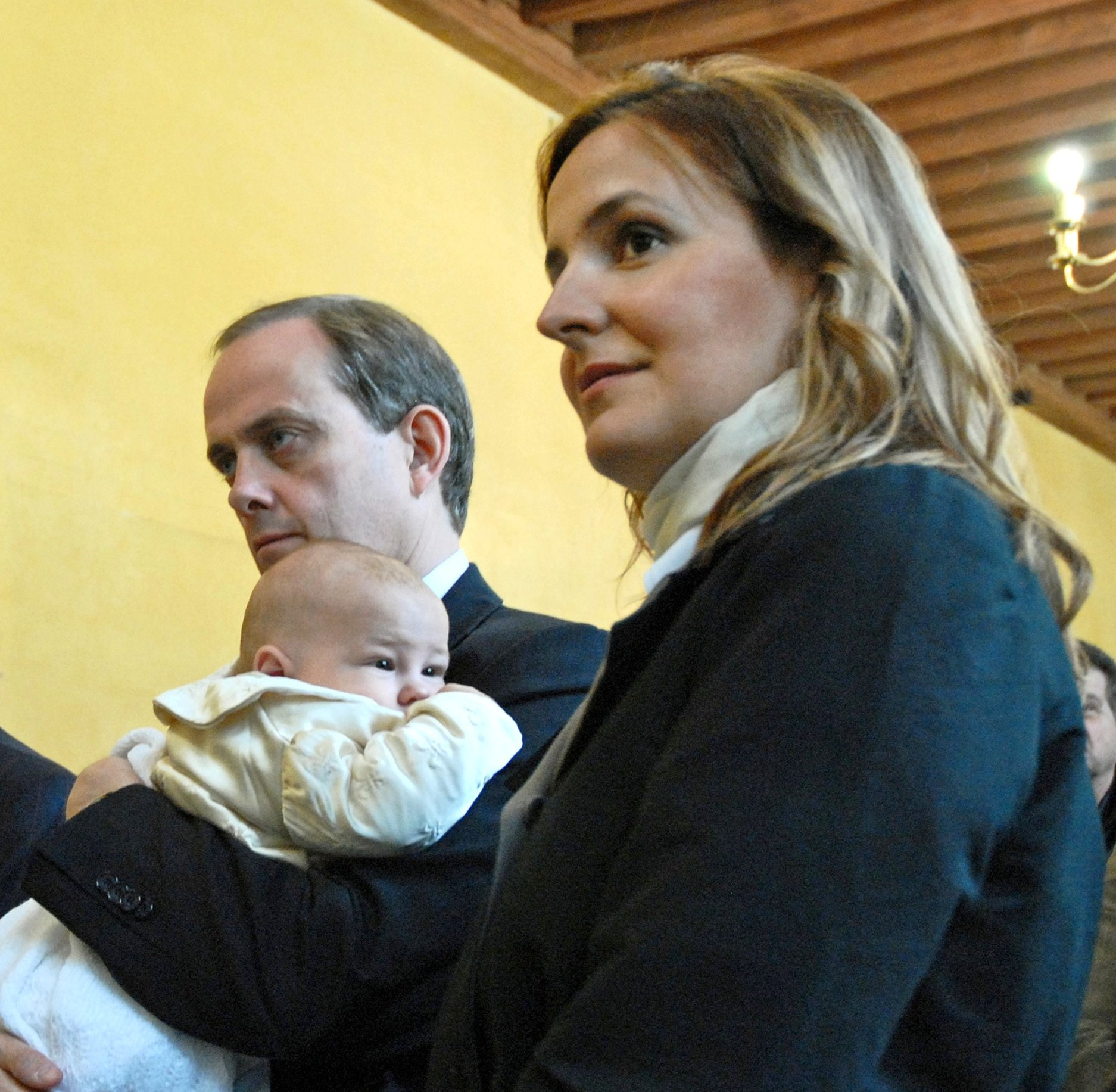
Jean d'Orléans, son épouse Philomena et leur fils Gaston en 2010.

Le 31 décembre 2000, les fiançailles du duc de Vendôme avec la princesse allemande Tatiana d'Oldenbourg, née en 1974, nièce du duc Anton-Günther d'Oldenbourg, alors chef de la maison grand-ducale d’Oldenbourg, sont annoncées dans plusieurs journaux, mais celles-ci sont finalement rompues le 11 juin 2001.
Le 28 novembre 2008, le comte de Paris annonce les fiançailles de son fils, le duc de Vendôme, avec Philomena de Tornos y Steinhart, née le 19 juin 1977 à Vienne, fille d'Alfonso de Tornos y Zubiría (1937-2013) et de Marie-Antoinette von Steinhart, petite-fille de Juan de Tornos y Espelíus, ancien chef du secrétariat personnel du comte de Barcelone, grand-père de l'actuel roi d'Espagne,. L'information est relayée dès le lendemain sur le site du duc de Vendôme.
Le mariage civil est célébré le 19 mars 2009 à 16 heures à la mairie du 7e arrondissement de Paris par Rachida Dati, maire et garde des Sceaux. Le témoin du marié est son cousin, Charles-Louis d'Orléans, duc de Chartres, fils du duc d'Orléans, tandis que la mariée a choisi son frère, David de Tornos.
Leur mariage religieux célébré par Dominique Rey, évêque de Fréjus-Toulon a lieu en la cathédrale Notre-Dame de Senlis le 2 mai 2009. L'échange des consentements est reçu par Philippe Brizard. Les grandes orgues sont tenues par l'organiste Vincent Berthier de Lioncourt. La ville de Senlis a été choisie en raison du fait qu'Hugues Capet, fondateur de la dynastie capétienne, y a été élu roi des Francs en 987.
Jean et Philomena ont six enfants :
1. Gaston[23] Louis Antoine Marie d'Orléans, né le 19 novembre 2009 à Paris (14e arrondissement)[24] et baptisé le 8 décembre en la basilique Sainte-Clotilde à Paris par le père Matthieu Rougé[25] ; il succède à son père au titre de courtoisie de dauphin de France le 21 janvier 2019.
2. Antoinette Léopoldine Jeanne Marie d'Orléans, née le 28 janvier 2012 à Vienne (Autriche)[26] et baptisée le 11 février en la cathédrale Saint-Étienne de Vienne par le cardinal Christophe Schönborn[27] ;
3. Louise-Marguerite Éléonore Marie d'Orléans, née le 30 juillet 2014 à Poissy (Yvelines)[28] et baptisée le 31 août en l'église Saint-Pierre de Dreux (Eure-et-Loir) par le père Jean-Marie Lioult[29] ;
4. Joseph Gabriel David Marie d'Orléans, né le 2 juin 2016 à Dreux (Eure-et-Loir)[30],[31],[32] et baptisé le 26 juin en l'église Saint-Pierre de Dreux (Eure-et-Loir) par le père Jean-Marie Lioult[33],[34] ;
5. Jacinthe Élisabeth-Charlotte Marie d'Orléans, née le 9 octobre 2018 à Dreux (Eure-et-Loir)[35] et baptisée le 13 octobre en l'église Saint-Pierre de Dreux (Eure-et-Loir) par le père Christophe Besnier[36].
6. Alphonse Charles François Marie d'Orléans, né le 31 décembre 2023 à Carcassonne (Aude)[37] et baptisé le 6 janvier 2024 en la basilique Saint-Nazaire-et-Saint-Celse de Carcassonne par le père Bertrand de La Soujeole, recteur de la basilique[38].

Gaston est scolarisé à l'école Saint-Joseph-des-Carmes, un établissement catholique de Montréal (Aude), près de Carcassonne, dirigé par la Fraternité sacerdotale Saint-Pie-X, tandis qu'Antoinette et Louise-Marguerite sont scolarisées à domicile.

### Lieux de résidence et différends familiaux
De 2011 à 2020, Jean d'Orléans et sa famille résident au domaine royal de Dreux. Cette année-là ils déménagent à Montréal, dans l'Aude, près de Carcassonne, à la suite de différends avec la fondation Saint-Louis sur le droit d'occupation de la maison Philidor au sein du domaine royal de Dreux - la fondation reprochant à Jean d'Orléans ne pas vouloir payer un loyer - ainsi que sur la gouvernance de la Fondation.
Il s'est ensuivi un contentieux juridique entre les deux parties. Le 15 mars 2022, le tribunal d'instance de Dreux a donné raison à la fondation Saint-Louis et ordonné l'expulsion de Jean d'Orléans, tout en appelant à la médiation entre les deux parties.
Ce conflit avec la fondation Saint-Louis prend son origine dans le cadre plus général de différends familiaux liés à l'héritage laissé par son grand-père Henri d'Orléans (1908-1999).
Le 13 décembre 2023, le conflit entre le comte de Paris et la Fondation Saint-Louis prend fin, par la signature d'un protocole d'accord entre les parties. Ce protocole prévoit la participation du prince Jean d'Orléans, président d'honneur de la Fondation, aux séances et aux travaux du conseil d'administration, ainsi que la nomination de son frère cadet, le prince Eudes d'Orléans, duc d'Angoulême, comme membre du conseil d'administration.

## Prétendant orléaniste au trône et chef de la maison d'Orléans

### Comte de Paris
Le 6 mars 2003, son père le déclare régent de son frère aîné François d'Orléans (1961-2017), à la suite de quoi s'ouvre une querelle dynastique qui ne s'éteint qu'au décès du prince François en 2017.
Le matin du 21 janvier 2019, jour du 226e anniversaire de la mort du roi Louis XVI, Henri d'Orléans meurt dans son appartement situé rue de Miromesnil à Paris, à l'âge de 85 ans, alors qu'il s'apprêtait à se rendre à une messe en la mémoire du défunt roi en l'église Saint-Germain-l'Auxerrois. Son décès est annoncé par son fils, Jean d’Orléans, via un communiqué publié dans la matinée. Jean lui succède, à 53 ans, comme comte de Paris et prétendant orléaniste au trône de France,
Les obsèques d'Henri d'Orléans ont lieu à Dreux le 2 février 2019. Diverses personnalités y assistent, telles l'ancienne reine d'Espagne, Sophie de Grèce, l'ancienne impératrice d'Iran, Farah Pahlavi, le prince Albert II de Monaco, le journaliste Stéphane Bern, ou encore le prince héritier du Maroc. C'est à l'occasion des funérailles de son défunt père que Jean d'Orléans, à travers un communiqué publié en français et en anglais, utilise pour la première fois le titre de comte de Paris.

### Activités
Jean d'Orléans est président d’honneur de la Fondation Saint-Louis qui administre les biens de la famille d'Orléans.
Il est soutenu par l’Action française, bien que son arrière-grand-père Jean d'Orléans (appelé Jean III) ait rompu avec cette dernière dès 1937 afin de préserver l'indépendance de sa famille.
En 2003, il crée l’association Gens de France dont l’objet est de contribuer à l’amélioration des relations entre les personnes, au bien de la France et à son rayonnement à l’étranger. Elle a pour but de « soutenir les engagements de la maison royale de France, dans des domaines aussi variés que le patrimoine historique, l’environnement ou la francophonie ».
En 2007, Jean d'Orléans fonde la société « Avenir & Patrimoine Conseil » pour valoriser le patrimoine français lié aux rois et princes de sa famille.
En 2010, il est élu administrateur du Comité des Forêts et en 2011, administrateur de l'Association des Amis du musée Louis-Philippe du château d’Eu.
Malgré la querelle dynastique qui oppose légitimistes et orléanistes, il a commémoré conjointement avec Louis de Bourbon en 2010 le 400e anniversaire de la mort d’Henri IV, leur ancêtre commun.
Il est un soutien de l'Association pour le retour de Charles X et des derniers Bourbons à Saint-Denis qui milite activement afin de voir revenir en France, et plus précisément en la basilique de Saint-Denis, les dépouilles de Charles X et des derniers Bourbons de France qui reposent actuellement en Slovénie.
C'est à la suite d'une proposition directe du comte de Paris à Emmanuel Macron, président de la République française, que le contentieux diplomatique entre la France et l'Italie a pu être résolu. La rencontre entre le président de la République française, Emmanuel Macron, et le président de la République italienne, Sergio Mattarella, a eu lieu le 2 mai 2019 au château d'Amboise, qui appartient à la fondation Saint-Louis, dont le comte de Paris est le président d'honneur. Au cours de cet échange, où il était avec la comtesse de Paris et deux de ses enfants Gaston et Antoinette, un hommage à Léonard de Vinci a été rendu à l'occasion du 500e anniversaire de sa disparition.
Le 30 septembre 2019, il assiste avec son épouse, aux obsèques de l'ancien président de la République, Jacques Chirac, célébrées en l'église Saint-Sulpice de Paris.
Le 15 mai 2020, sollicité par l'association du château de Vendôme, il accepte d'en devenir président d'honneur.
Les activités et prises de position de Jean d'Orléans amènent certains observateurs à s'interroger sur son éventuelle candidature à une fonction élective.
Le 23 juillet 2023, Jean d'Orléans annonce par communiqué qu'il ne reconnaît pas les associations dénommées « ordre militaire et hospitalier de Saint-Lazare » et « ancien ordre royal et souverain de l'Étoile et de Notre-Dame du Mont-Carmel », à qui son père avait accordé en son temps une « protection temporelle ».
Le 26 juillet 2023, apprenant le prochain remariage civil de son cousin germain, le prince Charles-Philippe d'Orléans, duc d'Anjou, avec la championne de tir monégasque Naomi-Valeska Kern, le comte de Paris annonce qu'il n'accorde pas son consentement dynastique à ce mariage, celui-ci n'étant que civil, et confirme le droit de la première épouse du prince Charles-Philippe, Diana Álvares Pereira de Melo, duchesse de Cadaval, à porter les titres de duchesse d'Anjou et de princesse d'Orléans, accompagnés du prédicat d'altesse royale. Il annonce, en outre, que la nouvelle épouse civile du prince Charles-Philippe ne pourra porter aucun des titres de la maison de France, que Charles-Philippe perdra son prédicat d'altesse royale dès l'instant de ce mariage, et qu'une éventuelle postérité issue de ce mariage ne prendra pas rang dans l'ordre de succession orléaniste au trône de France. Le 9 septembre 2023, à Orléans, le remariage civil du prince Charles-Philippe est célébré et ce dernier refuse de prendre en compte les décisions prises par le comte de Paris.
Il assiste, accompagné de son fils aîné, le prince Gaston, à la cérémonie de réouverture de la cathédrale Notre-Dame de Paris le 7 décembre 2024.
En janvier 2025, le comte de Paris devient membre du comité de patronage de L'Almanach de Gotha.

### Prises de positions
Dans un livre-entretien intitulé Un prince français, publié en 2009, Jean d'Orléans fait part des bases de sa réflexion politique en proposant « un projet fondé sur deux mots : la justice et la confiance garanties par l'État, dans le respect des corps intermédiaires : famille, entreprise, association, commune, ces “toutes petites communautés” dans lesquelles les hommes inscrivent leur vie, accomplissent leurs devoirs et finalement cherchent le bonheur ».
Il a déclaré avoir « été séduit par le candidat Sarkozy en 2007 », mais se refuse d’appeler à voter pour un candidat à une élection.
En matière d’environnement, il se déclare partisan du développement durable, considérant « l’écologie comme l’une des nécessités de notre temps ». En 2005, il a effectué un voyage de 12 jours dans l'Arctique pour constater le problème de la fonte des glaciers et en 2018, en compagnie de Yann Arthus Bertrand, il a co-présenté l'édition française de l'encyclique « Laudato Si » appelant à une prise de conscience des pays développés,. Dans une tribune publiée sur son site web en juillet 2023, il regrette une forme de confiscation des idées écologiques par des partis politiques qui aboutit au « rejet d’une politique écologique où les réformes envisagées par ces partis se font souvent au détriment des conditions de vie des plus modestes en France ».
Concernant les institutions, il pense que « les Français sont monarchistes de cœur et républicains de raison ». Dans une tribune publiée dans Le Figaro, il regrette une sorte de déséquilibre qui s'est installé dans l'application des règles de la Ve République à cause de la proximité de calendrier de la tenue des élections législatives par rapport à l'élection présidentielle. Il plaide pour une amélioration de la Constitution selon l'idée qu'en avait Charles de Gaulle.
En 2013, lors du débat portant sur l'ouverture du mariage aux personnes de même sexe, il a exprimé son opposition à ce projet de loi en participant aux défilés de La Manif pour tous.
Le 13 décembre 2018, il a apporté son soutien officiel au mouvement des Gilets jaunes, comme le prétendant légitimiste au trône Louis de Bourbon, par le biais d’un communiqué, appelant les Français à « retrouver au plus vite un dénominateur commun à partir duquel avancer, un socle commun a minima sur lequel nous puissions bâtir un projet fédérateur »,,.
Il souhaite un renforcement de la politique de coopération avec les pays des candidats à l'immigration et le renforcement des contrôles aux frontières, se déclarant contre toute politique de discrimination positive qui favoriserait le communautarisme et le multiculturalisme. Il déplore un apprentissage de la langue française déficient, posant problème dans l'assimilation des nouveaux arrivants. Il estime que « la France a longtemps conduit une politique d’assimilation des étrangers qu’elle laissait entrer sur son sol. Elle y a renoncé dans les années 1980. On ne fait plus aimer la France aux Français, ni à ceux qui veulent le devenir. On ne leur apprend plus que la France peut justifier certains sacrifices, en contrepartie de l’accueil qu’elle leur a réservé. »,.
Il pense que bien des musulmans « attendent de la France qu'elle reparle de Dieu » et que les hommes des autres religions « ne nous reprochent pas d'être fidèle à notre vocation mais d'y manquer ». Il évoque également une « complicité entre Dieu et la France ». Pour lui, les catholiques ont une responsabilité sociale dans la cité temporelle, et il les invite à ne pas y renoncer. Le 12 juin 2016, il indique penser que Rome, Chartres et Dreux constituent « un patrimoine vivant où les actes posés continuent de tracer l’histoire des liens qui existent entre l’homme et Dieu ».
Il déplore le transfert progressif de l'exercice d'attributs de souveraineté français à des organisations internationales et a déclaré en octobre 2021, dans le cadre d'une tribune publiée sur son site web, que « depuis les années 80, l’État a renoncé aux moyens de sa souveraineté, qu’ils soient politiques, économiques et financiers ou sociaux. Ces moyens de notre souveraineté ont été abandonnés à l'Union européenne et à de nombreuses structures administratives externes comme la BCE, ou internes comme le Conseil scientifique ».

### Querelle dynastique
Issue du dernier roi capétien ayant régné en France, Louis-Philippe Ier, la maison d'Orléans revendique depuis 1883 la succession légitime au trône de France, à la suite de l'extinction de la branche aînée de la maison de Bourbon à la mort du prince Henri d'Artois. Pour appuyer son argumentaire, la maison d'Orléans soutient que la branche des Bourbon d'Espagne ne peut revendiquer la couronne de France du fait de la renonciation au trône par Philippe V dans le cadre des traités d’Utrecht. Ils soutiennent que l'acceptation, par un prince issu du sang de France, d'une succession étrangère emporte exclusion de la succession au trône,,,. Cette interprétation est contestée par les légitimistes soutenant Louis de Bourbon qui rétorquent que la couronne est indisponible et qu’un prince ne peut renoncer à ses droits à la couronne pour lui-même ou sa descendance, ce qui rendrait nulles les renonciations de Philippe V,,.
Par ailleurs, les orléanistes évoquent un « vice de pérégrinité » mis en exergue par l’arrêt Lemaistre disposant que seul un prince français peut régner en France. Issu d’une branche espagnole depuis le début du XVIIIe siècle, Louis de Bourbon est de nationalité franco-espagnole et n’a, pour les orléanistes, ni lien réel avec la France contemporaine ni attachement direct à son peuple. Ils estiment qu’un roi de France doit être français, non seulement par le sang, mais aussi par la fidélité à la nation. En conséquence, seul Jean d’Orléans, issu d’un lignage masculin français, pourrait prétendre à la couronne en raison de l’attachement continu et effectif de sa famille à la France. Les légitimistes contestent cette interprétation en affirmant que Louis de Bourbon est bien attaché à la France et en soulignant qu’il est français par le sang, le concept de nationalité ayant évolué au cours du temps. Ils précisent également que certains rois français ont régné dans des pays étrangers, ce qui ne les a pas empêché de régner ensuite en France. Dès lors, le fait qu’il soit issu d’un lignage espagnol ne l’empêcherait pas de pouvoir régner en France.

## Titres, honneurs, distinctions et armoiries

### Titulature
Les titres portés actuellement par les membres de la maison d’Orléans n’ont pas d’existence juridique en France et sont considérés comme des titres de courtoisie. Ils sont attribués par le chef de maison.
- 19 mai 1965 - 27 septembre 1987 : Son Altesse Royale le prince Jean d'Orléans (naissance) ;
- 27 septembre 1987 - 19 juin 1999 : Son Altesse Royale le duc de Vendôme ;
- 19 juin 1999 - 6 mars 2003 : Son Altesse Royale le dauphin de France, duc de Vendôme ;
  - 6 mars 2003 - 31 décembre 2017 : Son Altesse Royale le dauphin de France, duc de Vendôme (selon les dispositions de son grand-père prises en 1981) ;
  - 6 mars 2003 - 31 décembre 2017 : Son Altesse Royale le duc de Vendôme, régent du Dauphin (selon les dispositions de son père prises en 2003, non portée par Jean d'Orléans) ;
- 31 décembre 2017 - 21 janvier 2019 : Son Altesse Royale le dauphin de France, duc de Vendôme (selon les dispositions prises par son père en 2003) ;
- 21 janvier 2019 - 2 février 2019 : Son Altesse Royale le duc de Vendôme ;
- depuis le 2 février 2019 : Son Altesse Royale le comte de Paris.

Deuxième fils du comte de Clermont (1933-2019), alors héritier du comte de Paris (1908-1999), Jean d’Orléans reçoit le titre de prince de France dès sa naissance, avec prédicat d'altesse royale. Le 27 septembre 1987, année du Millénaire capétien, il reçoit de son grand-père paternel le titre de duc de Vendôme et se voit reconnaître la qualité d’héritier présomptif à la place de son propre père,, dès lors titré comte de Mortain, et de son frère aîné, le prince François. Cependant, Henri d'Orléans refuse de reconnaître la modification de l’ordre successoral et les relations entre les membres de la famille se tendent davantage. Malgré tout, à partir de 1990, le comte de Clermont reprend sa place entre son père et son fils.

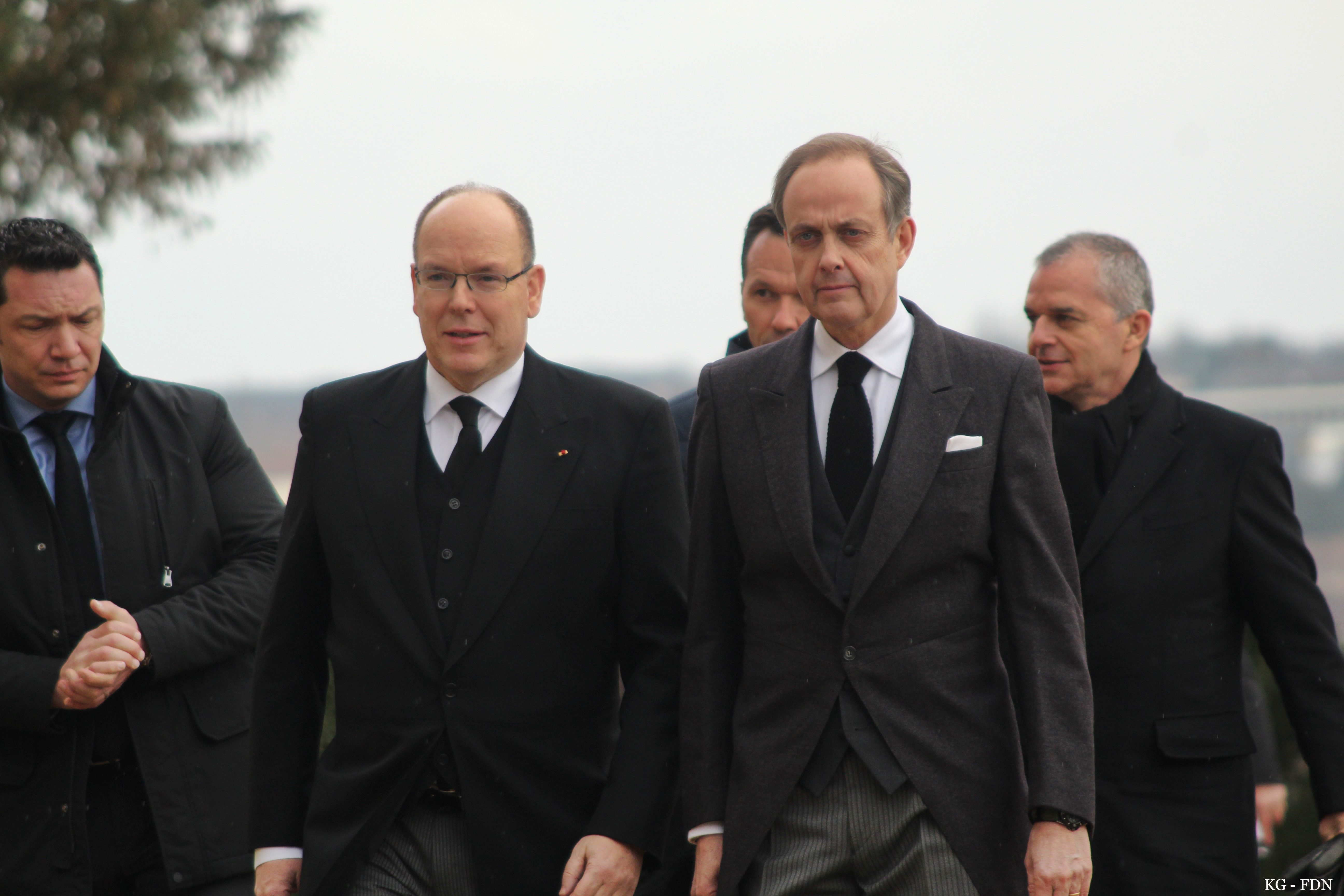
Le prince Albert II de Monaco et le prince Jean, comte de Paris, aux funérailles du père de ce dernier à la chapelle Saint-Louis de Dreux, en 2019.

Après avoir reçu le titre de dauphin de France à la mort de son grand-père, le nouveau comte de Paris (son père), par un communiqué du 6 mars 2003, réaffirme les droits dynastiques de son fils aîné François d'Orléans, comte de Clermont, alors écarté de la succession, et donne à Jean d'Orléans la qualité de régent du Dauphin. Une nouvelle déclaration est publiée le 18 mai 2016 dans le magazine Point de vue, précisant que, lorsqu'il deviendra chef de maison, François d'Orléans sera entouré d'un conseil de régence composé de son frère, Jean d'Orléans, duc de Vendôme, de son oncle Jacques d'Orléans, duc d'Orléans, de son cousin germain Charles-Louis d'Orléans, duc de Chartres, et de deux personnes issues de la société civile. Jean d'Orléans ne reconnaît pas cette décision, et porte toujours sa titulature de 1999. Son site internet présente François d'Orléans comme « non successible ».
Jean d'Orléans, par un communiqué daté du 1er août 2016, a contesté les décisions de son père, et a fait savoir qu'il serait le prochain chef de la maison de France à la suite de son père. Il réaffirme pour cela les dispositions prises par le défunt comte de Paris (1908-1999) le 25 septembre 1981, il confirme la non successibilité dynastique de François d'Orléans, sans possibilité d'y revenir.
Sa position de dauphin de France faisait la quasi-unanimité parmi sa famille et les orléanistes jusqu'au 31 décembre 2017, date de décès de son frère aîné François. Alors qu'un jugement de septembre 2013 annule la donation d'un certain nombre des biens du comte de Paris faite à la fondation Saint-Louis et se prononce en faveur d'un partage entre les enfants de ce dernier, le duc de Vendôme, estimant que la volonté testamentaire de ses grands-parents paternels n'a pas été respectée — il devait notamment recevoir à l'origine un legs représentant un-huitième de leur succession —, lance une nouvelle procédure judiciaire au printemps 2014. Il n'y aura pas de procès, le prince Jean ayant trouvé un accord avec sa famille.
Le décès de son frère aîné, le comte de Clermont, survenu dans la nuit du 30 au 31 décembre 2017 met fin aux querelles dynastiques au sein de la maison d'Orléans. Le duc de Vendôme est reconnu par son père comme dauphin de France dans un communiqué.
Le 21 janvier 2019, il publie un communiqué annonçant le décès de son père sous la signature « Jean, duc de Vendôme » puis le 2 février, il prend le titre de comte de Paris lors des funérailles du prince Henri d’Orléans lors desquelles il préside les cérémonies, entouré des nombreux représentants des maisons régnantes et non régnantes étrangères.

### Décorations françaises
- Médaille de bronze de la Défense nationale, avec agrafe « Arme blindée et cavalerie »[101],[102]

### Ordres dynastiques français
En qualité de chef de la maison royale de France et prétendant au trône de France, les partisans de Jean d'Orléans le considèrent grand maître des ordres dynastiques traditionnels. Cette position est disputée par les partisans de Louis de Bourbon, chef de la maison de Bourbon et prétendant au trône de France.
- Grand maître de l'ordre du Saint-Esprit (21 janvier 2019)[102] (disputé)
- Grand maître de l'ordre de Saint-Michel (21 janvier 2019)[102] (disputé)
- Grand maître de l'ordre royal et militaire de Saint-Louis (21 janvier 2019)[102] (disputé)

### Ordres dynastiques étrangers
- Chevalier de l'illustre ordre royal de Saint-Janvier (maison de Bourbon-Siciles, nommé le 19 mars 2019 et reçu le 13 mai 2019)[102],[105].
- Bailli grand-croix de justice décoré du collier de l'ordre sacré et militaire constantinien de Saint-Georges (maison de Bourbon-Siciles, nommé le 19 mars 2019 et reçu le 13 mai 2019)[102],[105],[b]
- Grand-croix de l'ordre de l'Immaculée Conception de Vila Viçosa (maison de Bragance, 19 février 2000)[102],[8].

### Distinctions
- Maire d'honneur de Bâton Rouge (État de Louisiane) (13 avril 2000)[8]
- Citoyen d'honneur de l'État du Texas (25 avril 2011)[8]
- Prix Middleton-Candler of Justice (10 octobre 2015) « en remerciement du rôle joué par la Famille Royale de France dans la mise en place avec Benjamin Franklin du Traité d'alliance franco-américain qui s'exerça pour la première fois au second siège de Savannah en 1779. »[8]

### Armes
En qualité de prétendant au trône de France se revendiquant chef de la maison de France, le comte de Paris porte les armoiries suivantes :
| Figure | Blasonnement |
|        | D'azur à trois fleurs de lis d'or |
|        | D'azur à trois fleurs de lis d'or (qui est de France), timbré de la couronné royale de France et entouré par deux anges vêtus en lévites de gueules. Ces armoiries ont été utilisées par la première fois par le comte de Paris dans sa déclaration du 2 février 2019. Le comte de Paris utilise une versions des armes de France où les anges qui sont les tenants de l'écu portent une robe de gueules. C'est son grand-père qui a fait dessiner de nouvelles armoiries pour les princes d'Orléans, ils portent tous un écu tenu par deux anges à la robe d'azur. Le comte de Paris et son fils aîné ont toutefois un écu tenu par deux anges portant une robe de gueules, en référence à l’ancienne livrée des serviteurs de la famille d'Orléans. Ces armoiries prennent modèle sur celles utilisées par ledit Henri d'Orléans sur ses bulletins d'information publiés après la Seconde Guerre mondiale. Trois modèles ont été utilisés, les armes actuellement utilisées dérivent du troisième modèle, en usage depuis le 26 décembre 1956 et repris par les deux prétendants au trône suivants. Ces armoiries ont été mises en couleur par Dominique Morche. |

## Publications
- Un Prince français, 2009.